# Епархия Авеллино
Епархия Авеллино (лат. Dioecesis Abellinensis, итал. Diocesi di Avellino) епархия Римско-католической церкви, в составе митрополии Беневенто, входящей в церковную область Кампании. В настоящее время епархией управляет архиепископ Франческо Марино.
Клир епархии включает 72 епархиальных и 25 монашествующих священников, 11 диаконов, 31 монаха и 207 монахинь.
Адрес епархии: Palazzo Vescovile, Piazza Libertà 19, 83100 Avellino, Italia.

## Территория
В юрисдикцию епархии входят 64 прихода в коммунах Кампании: все в провинции Авеллино — Авеллино, Меркольяно, Пратола-Серра, Суммонте, Сан-Потито-Ультра, Серино, Гроттолелла, Айелло-дель-Сабато, Форино, Прата-ди-Принчипато-Ультра, Сант’Анджело-а-Скала, Контрада, Атрипальда, Монтефредане, Таурази, Манокальцати, Сан-Манго-суль-Калоре, Кандида, Кьюзано-ди-Сан-Доменико, Мирабелла-Эклано, Луогозано, Сан-Микеле-Серино, Сант'Анджело-алл'Эска, Каприлья-Ирпина, Патернополи, Фонтанароза, Чезинали, Санто-Стефано-дель-Соле, Паролизе, Санта-Лучия-ди-Серино, Оспедалетто-д'Альпиноло, Сорбо-Серпико, Монтефорте-Ирпино, Сальца-Ирпина.
Кафедра архиепископа находится в городе Авеллино в церкви Святого Антония.

## История
Уже в I веке христианство появилось в муниципии Абеллинум; в III—IV веке во время гонений при императоре Диоклетиане здесь приняли мученическую смерть многие христиане. К концу V века Абеллинум (близ Артипальды) обезлюдел из-за экономического кризиса, эпидемии чумы и войны между остготами и византийцами.
Основание кафедры Авеллино относят к V веку, когда в исторических документах упоминаются имена двух епископов. Неизвестно, занимал ли кафедру Авеллино святой епископ Модестин, принявший мученическую смерть в 311 году.
Позднее территория епархии была завоевана лангобардами и присоединена к герцогству Беневенто. В VII—VIII веке был отстроен новый город на холме Ля Терра. Город, как и замок, был окружен крепостной стеной, застройка же велась вокруг первой церкви в честь Пресвятой Девы Марии.
Территория Авеллино попала под юрисдикцию епископов Беневенто. 29 мая 969 года впервые епархия Авеллино упоминается, в качестве епископства-суффраганства епархии Беневенто, которая в этот же день была возведена в ранг архиепархии-митрополии.
С 1053 года информация об епископах Авеллино приобретает систематический характер.
В 1132 году в Авеллино было начато строительство собора. Храм был освящен епископом Гульельмо в 1166 году. Во время поиска материала для повторного использования при строительстве кафедрального собора, были обнаружены мощи святого Модестина и других мучеников. Тогда же мощи святых Модестина, Флавиана и Флорентина были положены в крипте собора.
9 мая 1466 года епархия Авеллино и епархия Фридженто были объединены по принципу aeque principaliter. Однако, в XVI веке некоторые епископы отказались от резиденции в Авеллино и перенесли её во Фридженто. Союз кафедр Авеллино и Фридженто укрепился при епископе Сильвио Мессалья.
В соответствии с конкордатом между Святым Престолом и Неаполитанским королевством, епархия Фридженто была окончательно упразднена 27 июня 1818 года буллой De utiliori Папы Пия VII, и епархия была переименована в епархию Авеллино.

## Ординарии епархии

### Кафедра Авеллино
- Тимофей (496—499);
- святой Сабин (525—526);
- Труппуальд (1053);
- Гоффредо (1059);
- Пьетро (1068);
- Неизвестный по имени (1071);
- Джованни I (1114—1126);
- Роберто (1131—1133);
- Виджиланцио (1145);
- Гульельмо (1166—1207);
- Руджеро (1215 — 10.04.1242);
- Джакомо (1265);
- Джованни II (1266);
- Леонардо (1267—1277);
- Бенедетто (20.04.1288 — 1294);
- Франческо (08.04.1295 — 1310) — францисканец;
- Никола I (15.02.1311 — 1324) — доминиканец;
- Гоффредо Дель Туфо (1325 — 21.02.1326) — назначен епископом Трикарико;
- Нитамбене (21.02.1326 — 17.06.1334) — августинец-еремит, назначен епископом Тривенто;
- Никола II (17.06.1334 — 1351) — доминиканец;
- Раймондо (27.06.1351 — 1363) — францисканец;
- Никола III (16.10.1363 — 1391) — францисканец;
- Маттео (01.03.1391 — 1422/1423);
- Франческо Паломбо (25.10.1423 — 12.12.1431) — назначен епископом Мельфи;
- Фуччо (10.02.1432 — 1466).

### Кафедра Авеллино и Фридженто
- Баттиста де Вентура (09.05.1466 — 1492);
- Антонио Де Пирро (08.10.1492 — 1503);
- Бернардино Лопес де Карваял-и-Санде (28.07.1503 — 1505) — апостольский администратор;
- Антонио Де Каро (1505 — 27.10.1507) — назначен епископом Нардо;
- Габриэле Сетарио (27.10.1507 — 1510);
- Джованни Франческо Сетарио (11.01.1511 — 1516);
- Арканджело Мадриньяно (18.08.1516 — 28.03.1520);
- Сильвио Мессалья (28.03.1520 — 1544) — цистерцианец;
- Джеронимо Альбертини (19.01.1545 — 1548);
- Бартоломео де ла Куэва де Альбукерке[итал.] (12.09.1548 — 10.03.1549) — апостольский администратор;
- Асканио Альбертини (10.05.1549 — 1580);
- Пьетрантонио Вичедомини (04.11.1580 — 1591);
- Фульвио Пессерини (21.06.1591 — 19.04.1599) — назначен епископом Пистои;
- Томмазо Ваннини (21.05.1599 — 05.05.1609);
- Муцио Чинквини (10.06.1609 — 15.12.1625);
- Бартоломео Джустиниани (09.02.1626 — 24.04.1653);
- Лоренцо Полличини (10.11.1653 — 10.07.1656);
- Томмазо Бранкаччо (16.10.1656 — 19.08.1669) — назначен епископом Нардо;
- Джованни Баттиста Ланфранки (30.06.1670 — 03.01.1673) — театинец;
- Карло Пеллегрини (13.03.1673 — 03.05.1678);
- Франческо Сканнагатта (12.06.1679 — 18.03.1700);
- Эмануэле Чикателли (28.05.1700 — 17.12.1703);
- Пьетро Алессандро Прокаччини (15.12.1704 — 09.06.1722);
- Франческо Антонио Фини (06.07.1722 — 29.07.1726);
- Керубино Томмазо Нобильоне (31.07.1726 — 09.12.1726) — доминиканец, назначен епископом Андрии;
- Джованни Паоло Торти Рогадеи[итал.] (09.12.1726 — 19.08.1742) — бенедиктинец;
- Антонио Мария Карафа (24.09.1742 — 04.05.1745) — театинец;
- Феличе Леоне (19.07.1745 — 09.07.1754) — августинец;
- Бенедетто Латилла (16.12.1754 — 29.02.1760);
- Джоаккино Мартинес (21.04.1760 — 21.02.1782);
  - Sede vacante (1782—1792);
- Себастьяно Де Роза[итал.] (26.03.1792 — 14.05.1810);
  - Sede vacante (1810—1818).

### Кафедра Авеллино
- Доменико Нови Чьяваррия (06.04.1818 — 04.05.1841);
- Джузеппе Пальма (03.04.1843 — 12.10.1843) — кармелит;
- Джузеппе Мария Манискалько (17.06.1844 — 17.04.1854) — францисканец, назначен епископом Кальтаджироне;
- Франческо Галло (23.03.1855 — 16.09.1896);
- Серафино Анджелини[итал.] (30.11.1896 — 04.02.1908);
- Джузеппе Падула (02.08.1908 — 18.11.1928);
- Франческо Петронелли (18.01.1929 — 25.05.1939) — назначен епископом Трани и Барлетта (и Назарета и Бишелье);
- Гвидо Луиджи Бентивольо (27.07.1939 — 30.03.1949) — траппист, назначен архиепископом-коадьютером Катании;
- Джоаккино Педичини (.22.11.1949 — 02.06.1967);
- Паскуале Венеция (02.06.1967 — 28.02.1987);
- Джерардо Пьерро[итал.] (28.02.1987 — 25.05.1992) — назначен архиепископом Салерно-Кампании-Ачерено;
- Антонио Форте[итал.] (20.02.1993 — 13.11.2004) — францисканец;
- Франческо Марино[итал.] (с 13 ноября 2004 — по настоящее время).

## Статистика
На конец 2006 года из 162 500 человек, проживающих на территории епархии, католиками являлись 159 500 человек, что соответствует 98,2 % от общего числа населения епархии.
| год  | население | население | население | священники | священники        | священники         | священники                           | постоянные диаконы | монахи  | монахи  | приходы |
| год  | католики  | всего     | %         | всего      | белое духовенство | черное духовенство | число католиков на одного священника | постоянные диаконы | мужчины | женщины | приходы |
| ---- | --------- | --------- | --------- | ---------- | ----------------- | ------------------ | ------------------------------------ | ------------------ | ------- | ------- | ------- |
| 1950 | 120.000   | 120.000   | 100,0     | 139        | 103               | 36                 | 863                                  |                    | 20      | 191     | 50      |
| 1959 | 130.000   | 130.000   | 100,0     | 125        | 89                | 36                 | 1.040                                |                    | 37      | 205     | 52      |
| 1968 | 133.000   | 133.155   | 99,9      | 116        | 85                | 31                 | 1.146                                |                    | 26      | 233     | 55      |
| 1980 | 121.500   | 130.500   | 93,1      | 100        | 68                | 32                 | 1.215                                |                    | 37      | 158     | 55      |
| 1990 | 139.200   | 139.800   | 99,6      | 105        | 69                | 36                 | 1.325                                | 3                  | 38      | 178     | 51      |
| 1999 | 143.418   | 145.418   | 98,6      | 106        | 76                | 30                 | 1.353                                | 8                  | 31      | 184     | 55      |
| 2000 | 143.418   | 145.418   | 98,6      | 98         | 72                | 26                 | 1.463                                | 8                  | 27      | 180     | 55      |
| 2001 | 143.500   | 145.500   | 98,6      | 96         | 69                | 27                 | 1.494                                | 8                  | 28      | 178     | 55      |
| 2002 | 143.500   | 145.000   | 99,0      | 100        | 72                | 28                 | 1.435                                | 8                  | 28      | 174     | 55      |
| 2003 | 143.500   | 145.000   | 99,0      | 99         | 71                | 28                 | 1.449                                | 10                 | 28      | 172     | 55      |
| 2004 | 143.500   | 146.000   | 98,3      | 98         | 70                | 28                 | 1.464                                | 10                 | 28      | 170     | 55      |
| 2006 | 159.500   | 162.500   | 98,2      | 97         | 72                | 25                 | 1.644                                | 11                 | 31      | 207     | 64      |